# 曹汝霖旧居 (山西路)

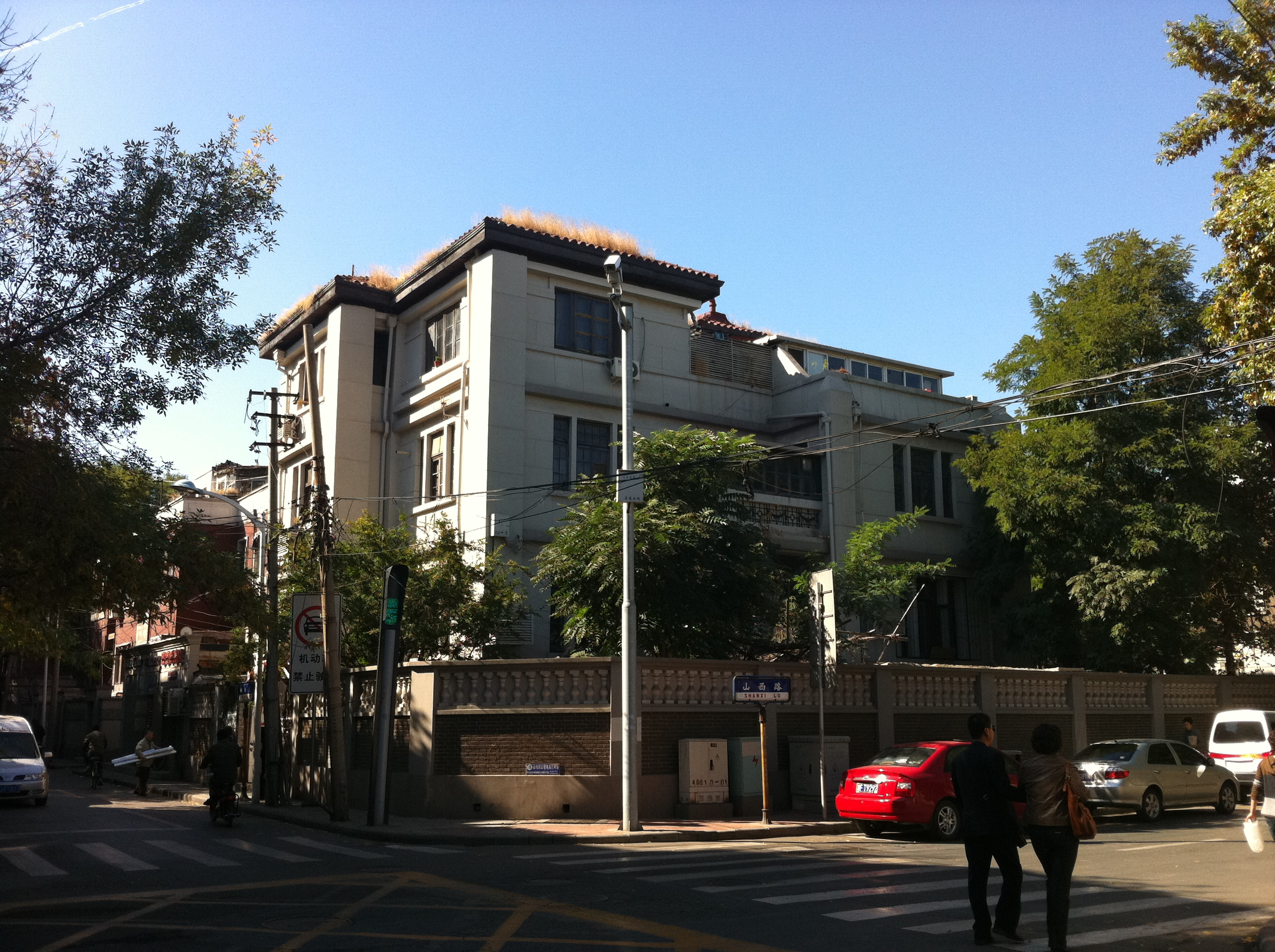
坐落于锦州道和山西路交口处的曹汝霖故居

曹汝霖旧居，始建于1927年，是清末民初的中国政治家，新交通系首领，也是20世纪初著名亲日官员之一的曹汝霖1919年下野后在天津日租界的旧居，坐落于当时的天津日租界的秋山街（今锦州道）与明石街（今山西路）交口处（今和平区山西路108号）。

## 建筑
曹汝霖山西路旧居由中国工程司建筑师沈理源设计，占地面积为两亩，为三层砖木结构西式小洋楼带地下室，外立面为红砖墙面并装饰有很多罗马式雕刻雕塑。主楼一楼为餐厅、会客厅和小舞厅。二楼和三楼为卧室和书房。建筑内部楼道和楼内各屋顶均装饰有石膏雕饰和护墙板，门窗均装饰有精细的木雕。主楼楼道的左侧设有中部为玻璃砖镜子两侧为衣架的梳妆台。楼道正前方设有一架大座钟和一座手持花灯的披大衣铜人像。曹汝霖山西路旧居设有前后院，前院均为平房，设有传达室、佛堂、车库和厨房等。

## 内部链接
- 曹汝霖旧居 (贵州路)